# 横山康玄
横山 康玄 （よこやま やすはる、天正18年（1590年） - 正保2年9月18日（1645年11月6日）） は、安土桃山時代から江戸時代前期にかけての武将。加賀藩家老。小野姓横山氏の加賀八家横山家第3代当主（名目上）。
父は加賀藩家老横山長知。母は前田長種の養女（長種の妹）。正室は高山右近の娘・ルチヤ（慶長19年、右近国外追放の際に離縁）。継室は今枝直恒の娘。子は横山忠次、横山康次、奥村庸礼室、横山武右衛門室。幼名は三郎。通称は大膳。

## 生涯
天正18年（1590年）、前田家家臣横山長知の子として越中守山に生まれる。慶長2年（1597年）、8歳で初めて前田利長に拝謁する。慶長9年（1604年）、知行1000石を与えられる。慶長19年（1614年）、父長知が前田家を退身したため、同行し京都山科に居住する。同年大坂冬の陣が起こると父が前田家に帰参し、康玄も大津にて主君前田利常に拝謁して帰参・出陣する。元和元年（1615年）、大坂夏の陣に再び出陣し、四宮右五衛門を討ち取る戦功を挙げる。元和2年（1616年）、功を称され家老となり、4000石の加増を受ける。寛永8年（1631年）、主君前田利常が幕府より謀反の嫌疑を受けた際、老中土井利勝に弁明してその嫌疑を晴らす。その功績で4000石の加増を受け、合わせて禄高9000石となる。後に、父の所領の一部を譲られて15000石に至った。正保2年（1645年）9月18日、金沢に没す。享年56。墓所は石川県金沢市野田山墓地。父長知に先立って没したため、家督は嫡男の忠次が嫡孫承祖した。
富田重康（富田重政次男）より富田流の剣術を学んだ。